# 卡努·桑亚尔
卡努•桑亚尔（英語：Kanu Sanyal；1932年—2010年3月23日）是印度共产主义政治家。他是纳萨尔巴里起义的主要领导人之一，印度共产党（马列）的创始领导人之一。他于2010年3月23日自杀。

## 生平

### 早年
1932年生于大吉岭县。1952年加入印度共产党，印共分裂后是印度共产党（马克思主义）党员。1967年领导了纳萨尔巴里起义，同年访问中国，会见毛泽东、周恩来等人。1968年发表《关于德赖地区农民运动的报告》，介绍德赖平原的农民运动。于1969年4月22日（列宁诞辰）在加尔各答的一次公开集会上宣布了印度共产党（马列）的诞生。
纳萨尔巴里起义失败后，桑亚尔躲藏起来。1970年8月被捕。这引发了激进共产主义者在全区范围内的暴力行为。印共（马列）干部破坏财产，袭击和攻击教育机构，并进行暴动。
桑亚尔被关押在安得拉邦维沙卡帕特南的一个监狱中，案件名为Parvatipuram纳萨尔派阴谋案（Parvatipuram Naxalite Conspiracy case）。法官判他在该案中有罪。随着政府的转变，1977年桑亚尔从监狱获释。印共（马）新首席部长乔蒂·巴苏亲自介入确保桑亚尔的释放。在释放时，桑亚尔公开谴责印共（马列）最初的武装斗争战略，而没有在普通民众中建立优先而适当的普遍群众基础。桑亚尔声称放弃暴力手段，并接受议会实践作为革命活动的形式。
释放后，桑亚尔召集他的支持者，组建了共产主义革命者组织委员会（Organising Committee of Communist Revolutionaries）。1985年，桑亚尔派与其他五个团体合并组建了印度共产主义组织（马列），桑亚尔是其领袖。2003年6月，印度共产党（马列）团结倡议和印度共产主义组织（马列）合并为印度共产党（马列）阶级斗争，桑亚尔是其领袖。

### 晚年
截至2006年底，桑亚尔成为在辛格乌尔反对征地的著名人物。12月，他在一次示威后被拘留。
2006年1月18日，桑亚尔与其他在该地区抗议茶园关闭的同伴一起被捕，因他们扰乱了北孟加拉西里古里新杰尔拜古里火车站火车班次。
在晚年，他认为印度共产党（毛主义）过度依赖暴力，有悖于纳萨尔运动的初衷。
2010年3月23日，他被发现悬挂在他位于西孟加拉邦西贡古里的Seftullajote村的住处，那里是纳萨尔运动开始的地方。桑亚尔患有与年老相关的心肺疾病。

## 文化
钟芭·拉希莉（Jhumpa Lahiri）2013年的小说《低地》（The Lowland）提及了桑亚尔以及纳萨尔运动。